# Boreocanthon
Boreocanthon là một chi bọ cánh cứng thuộc họ Scarabaeidae.